# Kościół Przemienienia Pańskiego w Jabłonce
Kościół Przemienienia Pańskiego – rzymskokatolicki kościół parafialny należący do parafii pod tym samym wezwaniem (dekanat Jabłonka archidiecezji krakowskiej).

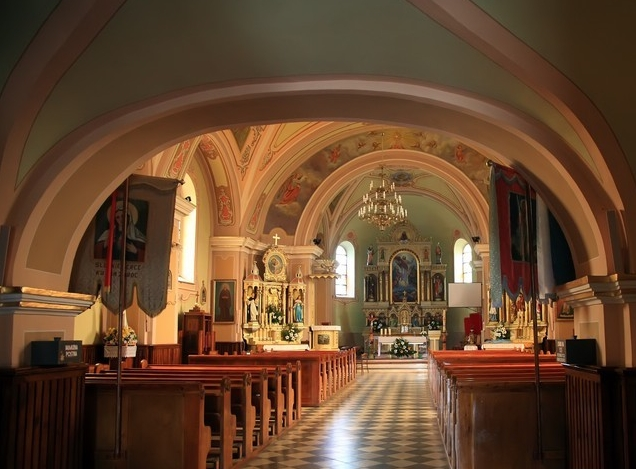
Wnętrze świątyni

Jest to świątynia wzniesiona w latach 1802–1807. Być może zostało do niej przeniesione wyposażenie pochodzące ze starszego, drewnianego kościoła. W 1879 roku ołtarze były naprawiane. Tuż przed wybuchem I wojny światowej został kupiony w Tyrolu obecny ołtarz główny (1912– 1913) i dwa ołtarze boczne, następnie przebudowane (1950). W 1914 roku zostały sprowadzone z Węgier nowe organy. Poważne zmiany w architekturze i dekoracji świątyni zaszły w latach 30. XX wieku. W 1937 roku z powodu fatalnego stanu technicznego budowli, zostały naprawione (być może wymienione) sklepienia, została zbudowana również kaplica Matki Boskiej Częstochowskiej i nowa zakrystia, z kolei dotychczasowa zakrystia, przylegająca do prezbiterium od strony zachodniej, została przebudowana na kaplicę. Gruntowne zmiany architektoniczne i estetyczne w obrębie dachu spowodowały nawet, że we wrześniu 1937 roku świątynia została wykreślona z rejestru zabytków, do którego została wpisana w czerwcu tego samego roku. W latach 1937–1938 zostały zbudowane witraże do czterech okien prezbiterium oraz do kaplicy Matki Boskiej Częstochowskiej i kaplicy przyprezbiterialnej; wszystkie zostały zaprojektowane przez Kazimierza Puchałę. Według koncepcji tego samego artysty w miesiącach letnich 1939 roku została wykonana polichromia prezbiterium. Nie spotkała się ona jednak z dobrym przyjęciem i została później usunięta. W dniu 6 sierpnia 1954 roku świątynia została uroczyście konsekrowana. Bezpośrednio przed tym wydarzeniem zostały przekształcane i odrestaurowane ołtarze boczne. Natomiast w 1973 roku została dobudowana do korpusu, na miejscu drewnianej kruchty zwanej babińcem, kaplica św. Maksymiliana. W latach 1980–1982 malarze Jacek i Mieczysław Żubrowscy z Krakowa wykonali obecnie istniejące malowidła ścienne. Na przełomie XX i XXI wieku wnętrze świątyni zostało gruntownie odnowione, m.in. została przebudowana wtedy empora organowa (1999), została przeprowadzona konserwacja ołtarza głównego (2001) i bocznych (2004), została wymieniona posadzka prezbiterium (2001) oraz zostały odrestaurowane malowidła ścienne (lata 2001–2003).